# エンタープライズ・チャンピオン
エンタープライズ・チャンピオン（Enterprise Champion）またはエンタープライズ・ツァーリ（Enterprise Tsar）は、イギリス政府における役職の一つで、ビジネス・イノベーション・技能省の諮問を受けて起業家精神の促進を担当する。
労働党のゴードン・ブラウンが首相だった2009年6月に、著明な起業家で、BBCのリアリティ番組『アプレンティス』の司会でも知られるアラン・シュガーがこの役職に就き、ブラウン政権が終了する2010年5月まで務めた。この役職に就いている間に、シュガーは爵位を受けてシュガー男爵となっている。
その後シュガーは保守党支持に転向し、2015年に首相に就いたデーヴィッド・キャメロンは2016年5月にシュガーを同職に任命し、テリーザ・メイに首相が交代してもその職を継続した。